# Patryk Sikora
Patryk Sikora (ur. 20 listopada 1999 w Mikołowie) – polski piłkarz występujący na pozycji defensywnego pomocnika w polskim klubie Ruch Chorzów, którego jest kapitanem.

## Kariera klubowa

### Ruch Chorzów
Jest wychowankiem Ruchu Chorzów. W pierwszej drużynie zadebiutował 5 maja 2018 w przegranym 0:2 spotkaniu z Puszczą Niepołomice.

### 2017/18
Wystąpił w 6 spotkaniach rozgrywek I ligi nie zdobywając żadnego gola ani asysty. Jego zespoł zajął ostatnie miejsce w tabeli spadając tym samym do II ligi.

### 2018/19
Wystąpił w 9 spotkaniach II ligi ponownie nie zdobywając bramki ani asysty. Jego zespół spadł do III ligi zajmując ostatnie miejsce w tabeli.

### 2019/20
Wystąpił w 7 spotkaniach III ligi zdobywając przy tym gola i zaliczając asystę, rozgrywki zostały przerwane z powodu pandemii COVID-19.

### 2020/2021
Wystąpił w 17 spotkaniach III ligi zdobywając przy tym 3 gole. Jego zespół zajął 1 miejsce w tabeli i powrócił do II ligi. W lutym 2021 zerwał więzadła krzyżowe w kolanie co uniemożliwiło mu grę przez dłuższy okres czasu.

### 2021/22
Po powrocie do gry po kontuzji wystąpił w 17 meczach II ligi nie notując żadnych liczb. Jego zespół zajął 3 miejsce w tabeli i poprzez baraże pokonując w półinale Radunię Stężyca i w finale Motor Lublin awansował do I ligi.

### 2022/23
Wystąpił w 28 spotkaniach 1 ligi notując przy tym 3 gole i 2 asysty. Ruch Chorzów po 6 latach awansował do Ekstraklasy zajmując w tabeli 2 miejsce.

### 2023/24
Zadebiutował w Ekstrklasie 23 lipca 2024 w przegranym przez Ruch (1:2) spotkaniu z Zagłębiem Lubin, w sumie wystąpił w 19 meczach zdobywając przy tym debiutancką bramkę w Ekstraklasie w wygranym (3:0) meczu z Piastem Gliwice. 20 kwietnia, podczas domowego spotkania z Widzewem Łódź ponownie zerwał więzadła krzyżowe w kolanie co oczywiście wykluczyło go z dalszej gry w sezonie. Jego zespół zakończył rozgrywki na 17 miejscu co oznaczało ponowną degradację do 1 ligi.

## Statystyki

### Klubowe
(aktualne na 30 sierpnia 2024)
| Klub         | Sezon   | Liga        | Liga  | Liga   | Puchar kraju | Puchar kraju |
| Klub         | Sezon   | Liga        | Mecze | Bramki | Mecze        | Bramki       |
| ------------ | ------- | ----------- | ----- | ------ | ------------ | ------------ |
| Ruch Chorzów | 2017/18 | I liga      | 6     | 0      | —            | —            |
| Ruch Chorzów | 2018/19 | II liga     | 9     | 0      | 1            | 0            |
| Ruch Chorzów | 2019/20 | III liga    | 7     | 1      | —            | —            |
| Ruch Chorzów | 2020/21 | III liga    | 18    | 3      | —            | —            |
| Ruch Chorzów | 2021/22 | II liga     | 17    | 0      | —            | —            |
| Ruch Chorzów | 2022/23 | I liga      | 28    | 3      | —            | —            |
| Ruch Chorzów | 2023/24 | Ekstraklasa | 19    | 1      | —            | —            |
| Ruch Chorzów | Łącznie | Łącznie     | 104   | 8      | 1            | 0            |